# Геворгян, Владимир Наполеонович
Владимир Наполеонович Геворгян (англ. Vladimir Gevorgyan; род. 1956) — советский и американский химик, кандидат химических наук (1984), заведующий кафедрой химии Техасского университета, профессор Юго-Западного медицинского центра университета Техасского университета в Далласе (США).

## Биография
Родился в 1956 году.
В 1978 году окончил Кубанский государственный университет, факультет химии и высоких технологий.
В 1984 году в Латвийском институте органического синтеза защитил диссертацию на соискание степени кандидата химических наук. Тема диссертации: «Кремний — и германийорганические производные дигидро- и тетрагидрофурана».
С 1986 по 1991 год работал заведующим лабораторией в Латвийском институте органического синтеза.
В 1992 году уехал в японский город Тохоку, где прошёл обучение по программе Японского общества содействия развитию науки в местном университете.
После этого работал приглашенным профессором в Институте Итальянской Академии наук (Болонья, Италия). Преподавал доцентом в Тохокском университете (Сендай, Япония).
В 2008 и 2012 годах Геворгян признавался лучшим учёным года в Иллинойском университете (США). В 2012 году за заслуги в области органической химии ему присвоено звание Почётного профессора химического факультета Санкт-Петербургского государственного университета.
В 2016 году избран иностранным членом Академии наук Латвии (Латвия). В 2018 году в Московском университете был награждён медалью памяти В. В. Марковникова.
Занимается исследованиями в области регио- и хемоселективных реакций, катализируемых металлов и их применением для получения мультифункциональных гетероатомных, гетероциклических и ароматических соединений. Разрабатывает новые методы С-Н функционализации молекул. Занимается также получением библиотек малых молекул для широкого биологического скрининга. Полученные молекулы широко применяются как основы для органических синтезов, используются в современных материалах и фармацевтической промышленности.
Написал более 230 печатных научных работ. На начало 2022 года его работы процитированы более 18689 раз, индекс Хирша составляет 74.